# Teaterladan

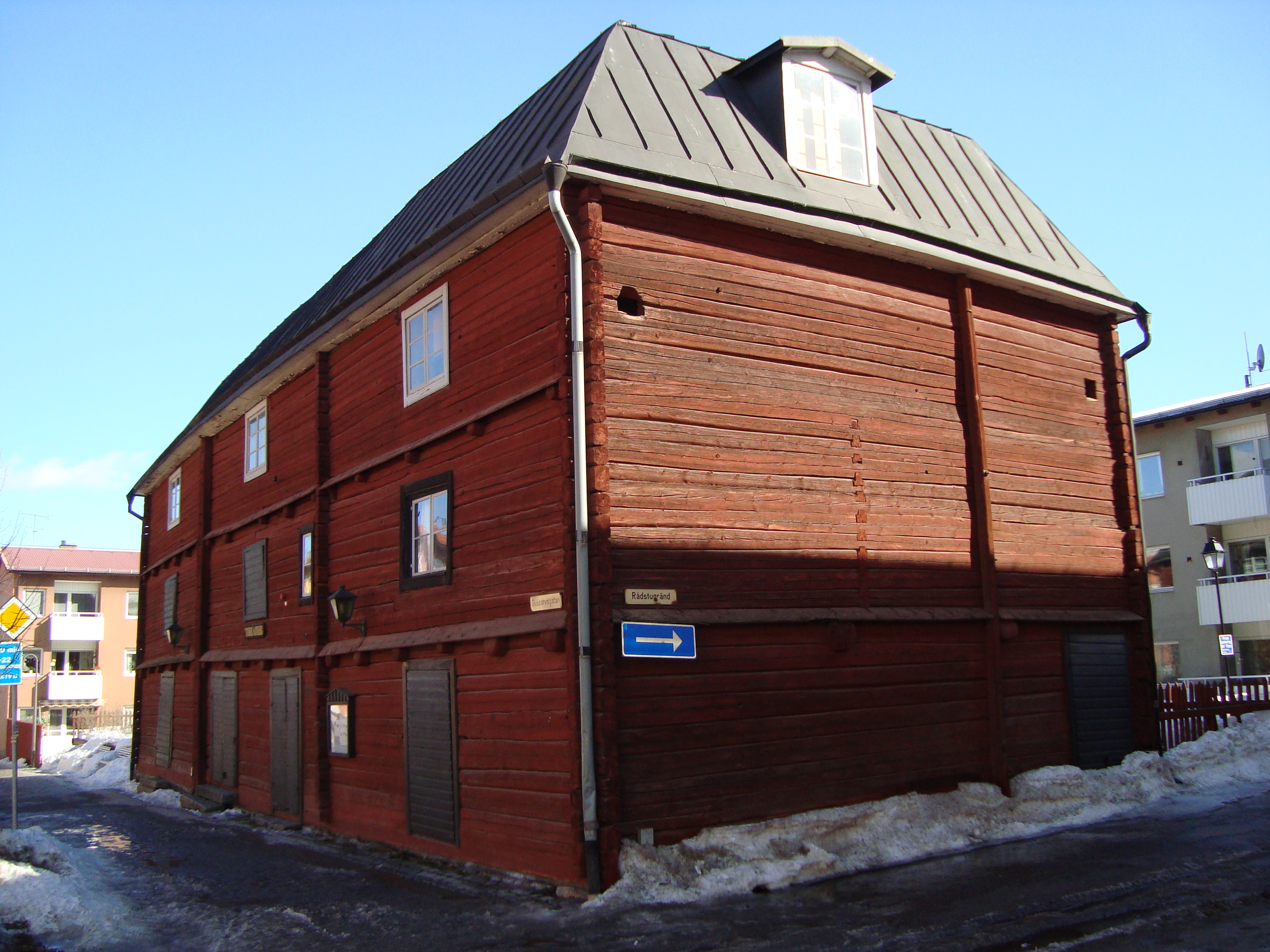
Teaterladan

Teaterladan (El teatre del graner), oficialment Hedemora Gamla Theater (antiga ortografia sueca del Teatre Antic de Hedemora), és un teatre i un edifici catalogat a Hedemora, Comtat de Dalarna, Suècia. Va ser construït en entre 1826 i 1829 com un graner combinat i teatre en tres plantes, amb escenari i camerins a la part superior i l'àrea d'emmagatzematge en els dos pisos inferiors. La primera actuació que es va dur a terme fou una obra de teatre realitzada per AP Bergmans Sällskap el dia 1 de febrer de 1829. Entre 1888 i 1910 l'edifici va ser llogat per l'Exèrcit de Salvació. Quan es van mudar a l'edifici va ser abandonat fins al 1946, quan Hedemora celebra 500 anys com a ciutat. Va ser restaurat i dedicat pel príncep hereu Gustau VI Adolf de Suècia i la seva parella Lluïsa Mountbatten el 20 de juny de 1946.